# Lans (Saona i Loara)
Lans – miejscowość i gmina we Francji, w regionie Burgundia-Franche-Comté, w departamencie Saona i Loara.
Według danych na rok 1990 gminę zamieszkiwało 746 osób, a gęstość zaludnienia wynosiła 92 osoby/km² (wśród 2044 gmin Burgundii Lans plasuje się na 314. miejscu pod względem liczby ludności, natomiast pod względem powierzchni na miejscu 1041).